# Turcsek
Turcsek (szlovákul Turček, németül Turz) község Szlovákiában, a Zsolnai kerületben, a Stubnyafürdői járásban. Alsó- és Felsőturcsek egyesítésével jött létre.

## Fekvése
Körmöcbányától 7 km-re északra található.

## Története

### Alsóturcsek
1371-ben „Thurczia Inferior” néven említik először. 1442-ben „Niderturcz” a neve. A falu sokáig a körmöcbányai polgárok tulajdona volt, majd 1502-től Körmöcbánya városának birtoka. Ekkor – 1502-ben – „Turtsek” alakban szerepel a korabeli forrásokban. Lakói főként fakitermeléssel foglalkoztak. 1784-ben 42 házában 515 lakos élt.
A 18. század végén Vályi András így ír róla: „Alsó, Felső Turcsek. Két tót falu Túrócz Várm. földes Urok Körmöcz Bánya Városa, lakosaik katolikusok, és másfélék is, fekszenek Berghez közel, mellynek filiáji; földgyeik soványak, káposztájok, ’s tormájok nevezetes; itten veszi Túrócz vize eredetét, melly a’ határjában lévő hegynek tövéből ered.”
1828-ban 49 háza és 550 lakosa volt, akik szénégetésből, bányászatból, fafeldolgozásból éltek. A 19. században megalakult a molnárok céhe. 1849. január 18-19-én Görgey honvédjei itt ütköztek meg az osztrákokkal.
Fényes Elek 1851-ben kiadott geográfiai szótárában így ír a faluról: „Turcsek (Alsó), német falu, Thurócz vmegyében, Bars vmegye határszélén: 505 kath. lak. Fürészmalom; roppant erdőség. F. u. Körmöcz városa, s ez ut. p.”
A trianoni diktátumig Turóc vármegye Stubnyafürdői járásához tartozott.
1945 tavaszán a németek 182 ellenállót lőttek itt agyon. A háború után a német lakosságot kitelepítették, helyükre szlovákok költöztek. Alsó- és Felsőturcsek községeket 1951-ben egyesítették.

### Felsőturcsek
1371-ben „Thurzia” alakban Körmöcbánya birtokaként szerepel először írott forrásban. 1552-ben „Oberturz”, 1786-ban „Turcschek” néven említik. 1784-ben 54 házában 570 lakos élt.
A 18. század végén Vályi András így ír róla: „Alsó, Felső Turcsek. Két tót falu Túrócz Várm. földes Urok Körmöcz Bánya Városa, lakosaik katolikusok, és másfélék is, fekszenek Berghez közel, mellynek filiáji; földgyeik soványak, káposztájok, ’s tormájok nevezetes; itten veszi Túrócz vize eredetét, melly a’ határjában lévő hegynek tövéből ered.”
1828-ban 55 háza és 577 lakosa volt. Lakói erdei munkákból éltek.
Fényes Elek 1851-ben kiadott geográfiai szótárában így ír a faluról: „Turcsek (Felső), német falu, Thurócz vmegyében, magas erdős hegyek közt: 564 kath., 13 evang. lak. Földei főképen csak zabot teremnek. F. u. Körmöcz városa.”
A trianoni diktátumig Turóc vármegye Stubnyafürdői járásához tartozott.
A háború után a német lakosságot kitelepítették, helyükre szlovákok költöztek. Alsó- és Felsőturcsek községeket 1951-ben egyesítették.

## Népessége
| Év:            | 1994. | 2004.   | 2014.   | 2024.   |
| -------------- | ----- | ------- | ------- | ------- |
| Emberek száma: | 678   | 694     | 648     | 621     |
| Eltérés:       |       | +2,35 % | -6,62 % | -4,16 % |

| Év:            | 2023. | 2024.   |
| -------------- | ----- | ------- |
| Emberek száma: | 631   | 621     |
| Eltérés:       |       | -1,58 % |

1910-ben Alsóturcseknek 765, Felsőturcseknek 881, túlnyomórészt német lakosa volt.
2001-ben 716 lakosából 603 szlovák és 93 német volt.
2011-ben 661 lakosából 571 szlovák és 58 német.

## Nevezetességei
- Alsóturcsek kápolnája 1901-ben épült késő gótikus stílusban a korábbi kápolna helyén.
- A felsőturcseki részen látható a körmöci bánya 14. századi vízvezetéke.
- 1996-ban a falu közelében víztározó épült.

## Külső hivatkozások
- E-obce.sk Archiválva 2008. április 25-i dátummal a Wayback Machine-ben
- Községinfó
- Turcsek Szlovákia térképén
- A község a régió információs portálján